# Aritranis freemani
Aritranis freemani là một loài tò vò trong họ Ichneumonidae.